# Gorgora
Gorgora (Geez: ጎርጎራ) je gradić i istoimeni poluotok na sjeverozapadu Etiopije. Gorgora leži 62 km južno od regionalnog središta Gondara na sjevernoj obali Jezera Tana, u zoni Semien Gondar u regiji Amhara. Grad ima 4, 783 stanovnika po popisu iz 2005.

## Osobine grada
Naziv Gorgora se prvenstveno odnosi na mali poluotok koji strši u Jezero Tana, a tek potom na istoimeno naselje s malom lukom. Na poluotoku su u prošlosti boravili Isusovci na mjestu koje se danas zove "Stara Gorgora" koja je smještena oko 5 km sjeveroistočno, od Mariam Gimba, kojeg zovu i "Nova Gorgora", te oko 5 km zapadno od Debre Sina i njegove crkve. Ostale važnije znamenitosti su samostan Mandaba, smješten na rtu poluotoka Gorgora. Britanski bojnik R.E. Cheesman posjetio je samostan Mandaba 1932., i opisao ga kao dobro utvrđen,  ograđen visokim zidom, s vrlo strogim kućnim redom,  u kojem se ženama nije dozvoljavao ulaz. Tad je u njemu boravilo 150 redovnika, s vrlo strogim i tiranskim opatom koji je neposlušne redovnike bacao u lance, i upravljao samostanom pomalo tiranski. Cheesman je istina dodao i to da su mnogi bježeći od ruke pravde, pozvonili na samostanska vrata, a samostan im bi pružio sigurno utočište, bez obzira što su ga progonile najuticajnije osobe u zemlji. 
Gorgora je povezana trajektnom linijom s najvećim gradom na Jezeru Tana Bahir Dar preko otoka Dek.

## Povijest
Gorgora je svojedobno bila jedno od prvih sjedišta Etiopskog kraljevstva, za vrijeme vladavine Suseniosa I. i njegova sina Fasilidesa prije nego što je Fasilides osnovao novi grad Gondar. Gorgora je po legendi odabrana kao sjedište zato što počinje sa slovom "g"  (Geez: ጐ), a to je bilo proročanstvo.
Ruševine isusovačkog grada još uvijek se da vidjeti, iako se većina zgrada srušila nakon potresa koji je pogodio grad 1950. Njihova izgradnja, veže se uz španjolskog misionara u portugalskoj službi Pedra Paeza, koji je za svog djelovanja po Etiopiji uspio uvjeriti Etiopskog cara Suseniosa I. da prijeđe na katoličanstvo. Najvrijednije građevine isusovačke Gorgore bile su crkva Debre Sina,  podignuta 1608., katedrala (napuštena nakon što je car Fasilides protjerao isusovce u 17.st.), careva palača (u okolici) i brojni samostani.
Gorgora je bila dio obrane u Bitci kod Gondara, kad su etiopske snage opkolile Gondar i talijanskog generala Guglielma Nasia. Još tijekom listopada 1941., Talijani su imali jednu bojnu u Gorgori, u roku od mjesec dana ojačali su garnizon na 1500 vojnika. Od 1960. Etiopska Javna zdravstvena služba ima područnu ispostavu u gradu, ona je bila jedna od prvih četiri otvorenih po Etiopskim provincijama. Gorgora je odabrana zbog blizine Više zdravstvene škole u Gondaru.

## Vanjske poveznice
- John Graham: The View From Gondar: Part III, Gorgora (Addis Tribune) (engl.)